# Achondrostoma occidentale
Achondrostoma occidentale, comummente conhecido como ruivaco-do-oeste,é uma espécie de peixe pertencente à família dos Ciprinídeos.
A autoridade científica da espécie é Robalo, Almada, Sousa Santos, Moreira & Doadrio, tendo sido descrita no ano de 2005.

## Portugal
Encontra-se presente em Portugal, onde é uma espécie endémica, sendo que os seus habitats se circunscrevem aos rios Alcabrichel, Safarujo e Sizandro.

## Descrição
Trata-se de uma espécie de água doce, ameaçada. Atinge os 9,5 cm de comprimento padrão, com base de indivíduos de sexo indeterminado.